# Букувек
Букувек (пол. Bukówek, нім. Buchwald) — село в Польщі, у гміні Шрода-Шльонська Сьредського повіту Нижньосілезького воєводства.
Населення — 276 осіб (2011).
У 1975-1998 роках село належало до Вроцлавського воєводства.

## Демографія
Демографічна структура станом на 31 березня 2011 року:
|          | Загалом | Допрацездатний вік | Працездатний вік | Постпрацездатний вік |
| -------- | ------- | ------------------ | ---------------- | -------------------- |
| Чоловіки | 135     | 23                 | 102              | 10                   |
| Жінки    | 141     | 29                 | 85               | 27                   |
| Разом    | 276     | 52                 | 187              | 37                   |